# 西秀镇
西秀镇是中国海南省海口市秀英区下辖的一个镇。镇政府驻荣山村。东邻长流镇。

## 行政区划
截至2020年，西秀镇下辖2社区10行政村:
- 长滨社区
- 南港社区
- 博养村
- 长德村
- 龙头村
- 祥堂村
- 荣山村
- 新和村
- 丰盈村
- 拨南村
- 新海村
- 荣山寮村